# Eulithis xylina
Eulithis xylina là một loài bướm đêm trong họ Geometridae.